# Videoloterijní terminál
Videoloterijní terminál (zkráceně videoterminál nebo VLT) je typ výherního automatu, který se začal v hernách a kasinech v ČR objevovat hlavně po roce 2005. Videoloterijní terminály jsou na první pohled stejné jako digitální výherní automaty, liší se od nich ale tím, že jsou přes internet propojeny do větší sítě napojené na centrální dispečink (nejen automaty v jedné provozovně, ale automaty napříč různými provozovnami). Díky tomuto propojení se na jackpoty skládají všichni hráči, kteří hrají v rámci sítě, a jejich hodnota tak dříve mohla dosahovat řádově milionů až stamilionů korun. Vzhledem k novému zákonu o hazardních hrách, který vešel v platnost 1. ledna 2017, již není možné vyhrát jednou hrou na technické hře, což jsou právě výherní automaty, respektive VLT, více než 500 000 Kč. Tato omezení platí jak pro výherní automaty provozované v kamenných kasinech, tak v online kasinech.

## Videoloterijní terminály a zákon
Videoloterijní terminály v ČR reguluje Zákon o hazardních hrách. Díky tomu, že na VLT jako technickou novinku předchůdce tohoto zákona nepohlížel stejně jako na klasické výherní automaty (výherní hrací přístroje, dále VHP), stačilo jejich provozovatelům pouze povolení od Ministerstva financí a na rozdíl od výherních automatů nemohly jejich výskyt na svém území regulovat samotné obce. To bylo ze strany obcí několik let silně kritizováno a kolem roku 2011 Česko patřilo k zemím s nejvyšším počtem těchto automatů v absolutním čísle i v přepočtu na obyvatele na světě.
V roce 2011 se na stranu obcí postavil i Ústavní soud a přiznal jim právo regulovat VLT stejně jako VHP. 
Další komplikace obcím přinesla desetiletá přechodná doba, která byla ukotvena v loterijním zákoně. Přes protesty provozovatelů byla ale tato lhůta v roce 2013 novelou loterijního zákona zkrácena na tři roky.

## Analogie videoloterijního terminálu v online kasinech
S analogií videoloterijních terminálů se setkáme i v online kasinech. Některé automaty hromadí takzvaný progresivní jackpot v jedné síti napříč různými online kasiny a jejich hodnota tak může dosáhnout ještě mnohem vyšších částek než u standardních automatů. Nejvyšší zaznamenanou výhra na online automatu se udála 28. září 2018 na automatu Mega Moolah, a byla zaznamenána Guinnessovy knihy rekordů.